# Čertova dolina
Čertova dolina byla přírodní rezervace v oblasti Muráňské planiny. 
Nachází se v katastrálním území obce Tisovec v okrese Rimavská Sobota v Banskobystrickém kraji. Území bylo vyhlášeno či novelizováno v roce 1993 na rozloze 49,0200 ha. Ochranné pásmo nebylo stanoveno. 
Přírodní rezervace byla k 1. říjnu 2022 zrušena a území bylo zařazeno do systému zón národního parku Muráňská planina.